# 11-й истребительный авиационный корпус
11-й истребительный авиационный Кёнигсбергский корпус (11-й иак) — соединение Военно-Воздушных сил (ВВС) Вооружённых Сил РККА, принимавшее участие в боевых действиях Великой Отечественной войны

## Наименования корпуса
- 11-й истребительный авиационный корпус;
- 11-й истребительный авиационный Кенигсбергский корпус;
- 54-й истребительный авиационный Кенигсбергский корпус.

## Создание корпуса
11-й истребительный авиационный корпус сформирован приказом НКО СССР в январе 1944 года путём придания ему частей и соединений 5-й гвардейской и 190-й истребительных авиационных дивизий.

## Преобразование корпуса
Директивой Генерального Штаба от 10 января 1949 года 11-й истребительный авиационный Кенигсбергский корпус переименован в 54-й истребительный авиационный Кенигсбергский корпус

## Расформирование корпуса
В связи с изменением военной доктрины 54-й истребительный авиационный Кенигсбергский корпус 5 ноября 1955 года был расформирован в составе 30-й воздушной армии.

## В действующей армии
В составе действующей армии:
- с 3 июня 1944 года по 9 мая 1945 года[3], всего 341 день

## Командир корпуса
- генерал-майор авиации (до 4 февраля 1944 года — полковник) Иванов Георгий Александрович[4], период нахождения в должности: с января 1944 года по апрель 1946 года
- генерал-майор авиации Мачин Михаил Григорьевич[5], период нахождения в должности: с апреля 1946 года по май 1947 года
- генерал-майор авиации Давидков Виктор Иосифович[6], период нахождения в должности: с августа 1947 года по январь 1950 года
- генерал-майор авиации Шинкаренко,Фёдор Иванович[7], период нахождения в должности: с января 1950 года по сентябрь 1951 года

## В составе объединений
| Объединение                                                           | Период                      |
| --------------------------------------------------------------------- | --------------------------- |
| 6-я воздушная армия Резерва Верховного Главного Командования          | 01.02.1944 — 25.02.1944     |
| 14-я воздушная армия Резерва Верховного Главного Командования         | 25.02.1944 — 26.04.1944     |
| Резерв верховного главного командования                               | 26.04.1944 — 03.06.1944     |
| 3-я воздушная армия 1-го Прибалтийского фронта                        | 03.06.1944 — 25.02.1945     |
| 3-я воздушная армия Земландской Группы Войск 3-го Белорусского фронта | 25.02.1945 — 05.05.1945     |
| 15-я воздушная армия Ленинградского фронта                            | 05.05.1945 — 09.05.1945     |
| 15-я воздушная армия Особый военный округ (Восточная Пруссия)         | 15.12.1945 — 01.04.1946     |
| 15-я воздушная армия Прибалтийского военного округа                   | 01.04.1946 — 10.01.1949     |
| 30-я воздушная армия Прибалтийского военного округа                   | с 10.01.1949                |
| 30-я воздушная армия Прибалтийского военного округа                   | расформирован 05.11.1955 г. |

## Соединения, части и отдельные подразделения корпуса
- 5-я гвардейская Валдайская Краснознамённая ордена Кутузова истребительная авиационная дивизия[8][9]
  - 28-й гвардейский Ленинградский ордена Кутузова истребительный авиационный
  - 68-й гвардейский Клайпедский ордена Кутузова истребительный авиационный полк
  - 72-й гвардейский Полоцкий ордена Суворова истребительный авиационный полк
- 190-я Полоцкая Краснознамённая ордена Кутузова истребительная авиационная дивизия (в июне 1945 года в полном составе вошла в состав 12-й Воздушной армии Забайкальского фронта)[8][9]
  - 17-й истребительный ордена Суворова авиационный полк
  - 494-й истребительный ордена Суворова авиационный полк
  - 821-й истребительный ордена Суворова авиационный полк
- 1-я гвардейская истребительная авиационная дивизия (c 25 января 1946 года по 05 ноября 1955 года)
  - 53-й гвардейский истребительный авиационный полк (c 25 января 1946 года по 05 ноября 1955 года)
  - 54-й гвардейский истребительный авиационный полк (c 25 января 1946 года по 05 ноября 1955 года)
  - 55-й гвардейский истребительный авиационный полк (c 25 января 1946 года по 15 марта 1947 года), расформирован
- 60-я истребительная авиационная дивизия (с 1 сентября 1952 года по 17 мая 1953 года, передана в состав ВВС Балтийского флота вместе с полками)[10][11]:
  - 211-й истребительный авиационный полк (МиГ-15);
  - 938-й истребительный авиационный полк (МиГ-15);
  - 939-й истребительный авиационный полк (МиГ-15);
- 453-я отдельная авиационная эскадрилья связи[3]
- 203-я отдельная рота связи[3]
- 2927-я военно-почтовая станция[3]

## Участие в операциях и битвах

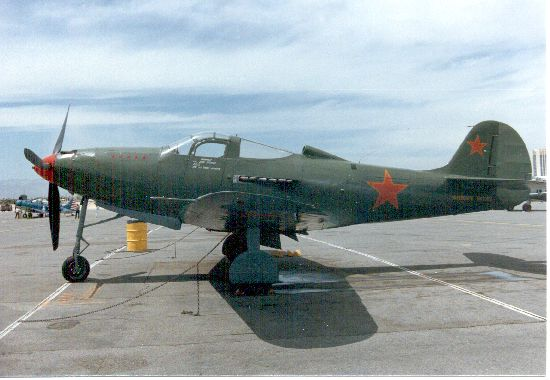
Самолёт корпуса P-39 Аэрокобра

- Белорусская операция «Багратион»[4]— с 23 июня 1944 года по 29 августа 1944 года.
- Витебско-Оршанская операция — с 23 июня 1944 года по 28 июня 1944 года.
- Полоцкая операция — с 29 июня 1944 года по 4 июля 1944 года.
- Рижская операция — с 14 сентября 1944 года по 22 октября 1944 года.
- Мемельская операция — с 5 октября 1944 года по 22 октября 1944 года.
- Восточно-Прусская операция[4] — с 13 января 1945 года по 25 апреля 1945 года.
- Кенигсбергская операция[4] — с 6 апреля 1945 года по 9 апреля 1945 года.
- Земландская операция[4] — с 13 апреля 1945 года по 25 апреля 1945 года.

## Почётные наименования
- 11-му истребительному авиационному корпусу присвоено почётное наименование «Кёнигсбергский»[12]
- 190-й истребительной авиационной дивизии присвоено почётное наименование «Полоцкая»[13]
- 68-му гвардейскому ордена Кутузова III степени истребительному авиационному полку присвоено почётное наименование «Клайпедский»[14]
- 72-му гвардейскому истребительному авиационному полку присвоено почётное наименование «Полоцкий»[13]

## Награды

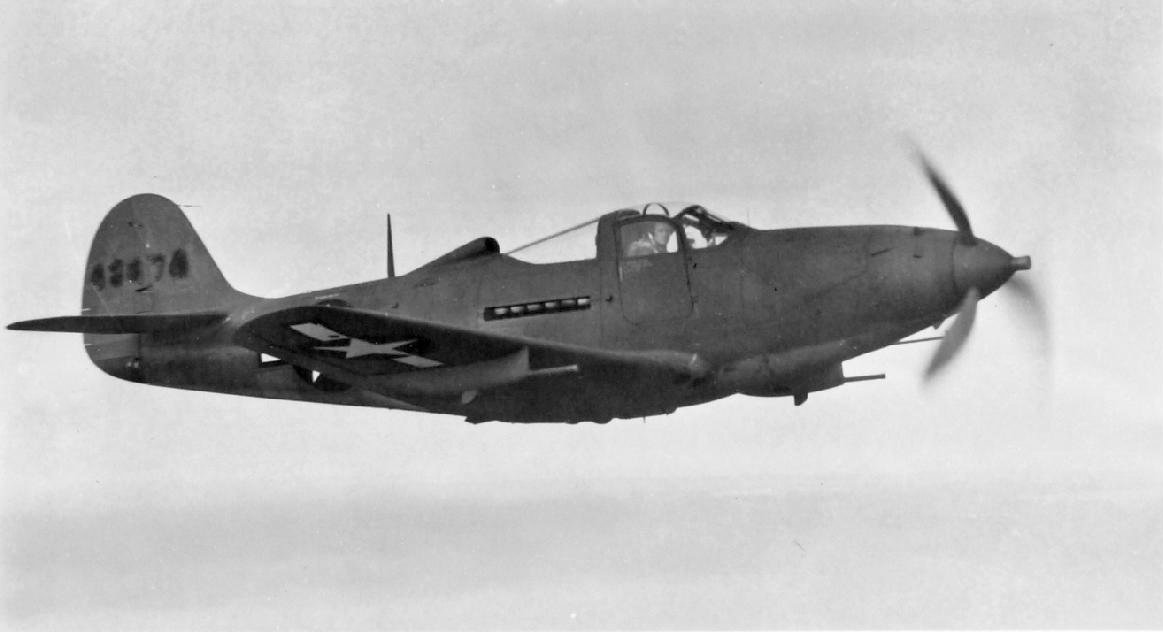
Самолёт корпуса Р-39 Bell Аэрокобра

- 5-я гвардейская Валдайская истребительная авиационная дивизия Указом Президиума Верховного Совета СССР награждена орденом «Боевого Красного Знамени»
- 5-я гвардейская Валдайская истребительная авиационная дивизия Указом Президиума Верховного Совета СССР награждена орденом «Кутузова II степени»
- 190-я Полоцкая истребительная авиационная дивизия Указом Президиума Верховного Совета СССР награждена орденом «Боевого Красного Знамени»
- 190-я Полоцкая Краснознамённая истребительная авиационная дивизия Указом Президиума Верховного Совета СССР награждена орденом «Кутузова III степени»
- 17-й истребительный авиационный полк н Указом Президиума Верховного Совета СССР от 5 апреля 1945 года награждён орденом «Суворова III степени»
- 28-й гвардейский Ленинградский истребительный авиационный полк Указом Президиума Верховного Совета СССР от 22 октября 1944 года награждён орденом «Кутузова III степени»
- 68-й гвардейский истребительный авиационный полк Указом Президиума Верховного Совета СССР от 22 октября 1944 года награждён орденом «Кутузова III степени»
- 72-й гвардейский Полоцкий истребительный авиационный полк Указом Президиума Верховного Совета СССР от 5 апреля 1945 года награждён орденом «Суворова III степени»
- 494-й истребительный авиационный полк Указом Президиума Верховного Совета СССР от 31 октября 1944 года награждён орденом «Суворова III степени»
- 821-й истребительный авиационный полк Указом Президиума Верховного Совета СССР от 31 октября 1944 года награждён орденом «Суворова III степени»

## Благодарности Верховного Главнокомандующего
- За овладение городом Полоцк[15]
- За прорыв обороны противника северо-западнее и юго-западнее города Шяуляй[16]
- За овладение городом и крепостью Кенигсберг[17]

## Герои Советского Союза
- Иванов Георгий Александрович, генерал-майор авиации, командир 11-го истребительного авиационного корпуса 3-й воздушной армии 19 апреля 1945 года удостоен звания Герой Советского Союза. Золотая Звезда № 4188